# Myanmars självständighetsdag
Myanmars självständighetsdag (burmesiska: လွတ်လပ်ရေးနေ့) firas den 4 januari varje år. Det var den dagen 1948 man blev självständiga från britterna. Under firandet hålls bland annat konserter, mässor och sportevenemang.